# Gangs of Taïwan
Pour plus de détails, voir Fiche technique et Distribution.
Gangs of Taïwan (Locust) est un franco-américano-taïwanais réalisé par Keff et sorti en 2024.
Il est présenté en avant-première au Semaine Internationale de la Critique 2024 en compétition pour la Caméra d’or.

## Fiche technique
Sauf indication contraire, les informations mentionnées dans cette section peuvent être confirmées par les bases de données cinématographiques IMDb et Allociné,  présentes dans la section « Liens externes ».
- Titre français : Gangs of Taïwan
- Titre original : Locust
- Réalisation : Keff
- Scénario : Keff
- Musique : Yoshihiro Hanno
- Montage : Keff, Siuloku O. et Jenson Tay Yi
- Photographie : Nadim Carlsen
- Production : Lu Wen-jen, Eric C.Y. Chen et Noodle Hsieh I-Fang
- Sociétés de production : Kindred Spirit et MK2 Productions
- Sociétés de distribution : Tandem et MK2 Cinémas
- Pays de production :  Taïwan,  France,  États-Unis et  Qatar
- Langue originale : hakka, minnan, mandarin
- Format : couleur
- Genre : drame, thriller
- Durée : 135 minutes
- Dates de sortie :
  - France : 16 mai 2024 (Festival de Cannes 2024), 30 juillet 2025 (sortie nationale)
  - Taïwan : 12 novembre 2024

## Distribution
- Wei Chen Liu : Zhong-Han (muet)
- Rimong Ihwar : I-Ju
- Devin Pan : Kobe
- Yu An-Shun : Ah-Rong
- Yi-Jung Wu : Yu-Jie
- Nien-Hsien Ma : le candidat aux élections
- Virginia Chien : une manifestante
- Tai-Ho Chen
- Yu-Yan Chen

## Sortie et accueil

### Dates de sortie
Le film est présenté au Semaine Internationale de la Critique 2024 en compétition pour la Caméra d’or en mai 2024.

### Critique
Sur Allociné, le film reçoit une note moyenne de 3,4 pour 27 critiques de presse.
Le Figaro annonce : « Il y a du sang et de la sueur. Tout cela tourne rond, classique, à la façon du solide cinoche du dimanche avec un aimable parfum de déjà-vu. Ce récit tourmenté, en zigzags, traversé de bagarres et de silences, parfois répétitif, laisse un peu sur sa faim. ». Télérama critique : « Un film de genre qui mêle l’action et la politique avec une indéniable efficacité. Son héros muet, serveur le jour et gangster la nuit, est une captivante incarnation du déchirement d’un territoire. ».

## Distinction

### Nominations
- Semaine Internationale de la Critique 2024 : compétition Caméra d’or
- Reims Polar 2025 : compétition long métrage